# Battaglia di Lodi
La battaglia di Lodi o del ponte di Lodi fu uno scontro, avvenuto il 10 maggio 1796, fra l'armata d'Italia di Napoleone Bonaparte e la retroguardia austriaca del generale Karl Philipp Sebottendorf, rimasto a coprire la ritirata del comandante in capo Jean-Pierre de Beaulieu. La vittoria garantì a Napoleone l'ingresso alla città di Milano.

## Antefatti
Dopo aver costretto il Regno di Sardegna alla resa con la vittoria di Mondovì, Napoleone Bonaparte aveva come obiettivo la distruzione dell'armata del Beaulieu, comandante in capo delle forze austriache in Italia. Concesso un breve riposo ai suoi uomini, Napoleone riprese le operazioni, non ritenendo stabili le linee di comunicazione sino alla firma di un trattato di pace con il regno di Sardegna. La divisione di Laharpe fu inviata ad Acqui, nel tentativo di catturare Beaulieu, ma un ammutinamento ne ritardò la marcia e l'occasione sfuggì. Due giorni dopo, gli austriaci si erano asserragliati sull'altra sponda del Po. 
Dopo aver diviso le proprie forze ed ingannato Beaulieu, facendo credere che l'attraversamento si sarebbe svolto a Valenza, Napoleone inviò un corpo d'avanguardia, comandato da Laharpe, a formare una testa di ponte nei pressi di Piacenza, luogo scelto per l'attraversamento.
A metà del pomeriggio del 7 maggio, le forze di Laharpe stavano già combattendo le forze di Lipthay sulla sponda settentrionale del Po. Infatti, Beaulieu aveva frazionato il suo esercito e destinato una parte alla protezione della zona di Pavia, nel caso i francesi avessero tentato di attraversare lontano da Valenza.
Mentre Augereau attraversava il Po più a ovest, a Veratto, l'indomani (domenica 8 maggio) i francesi di Dallemagne presero Guardamiglio e Fombio cacciandone gli austriaci di Lipthay che ripiegarono verso nord, in direzione di Pizzighettone, tallonati dagli uomini di Laharpe. Questi ultimi nel loro inseguimento raggiunsero Codogno nei cui pressi, durante la notte, si scontrarono con le colonne di Beaulieu che stavano convergendo nella zona e, nella confusione, Laharpe e 15 granatieri vennero uccisi per errore dai loro stessi compagni che, rimasti senza guida, persero parte del loro fervore. Vennero salvati dal capo di Stato Maggiore di Napoleone Louis Alexandre Berthier ed altri suoi subalterni, che presero in mano la situazione sconfiggendo gli austriaci. Queste schermaglie indussero Beaulieu ad ordinare il 9 maggio una ritirata generale su Lodi, sulle sponde dell'Adda, lasciando libero Bonaparte di completare l'attraversamento del Po e di riunire l'armata d'Italia.
Quel giorno stesso così Napoleone informò il ministro della guerra Carnot:
Beaulieu, non potendo più fermare l'arrivo dei francesi, che vantavano una netta superiorità numerica nei suoi confronti, doveva scegliere tra mantenere il possesso di Milano, quindi restare isolato e andare incontro ad una battaglia campale sfavorevole o ritirarsi a nord dell'Adda e mantenere attive le vie di comunicazione di comunicazione con il Tirolo e sperare di rirendere Milano in seguito, dopo aver ottenuto adeguati rinforzi. Cautamente, scelse la seconda opzione e portò il grosso del suo esercito oltre al fiume Adda, passando per la città di Lodi.

## Forze in campo
Francesi - Comandante in capo: generale Napoleone Bonaparte
- Divisione Sérurier:

14e Demi-Brigade de battaille (3 battaglioni)
45e Demi-Brigade de battaille (3 battaglioni)
46e Demi-Brigade de battaille (3 battaglioni)
100e Demi-Brigade de battaille (3 battaglioni)
aliquote di cavalleria (2 000 sciabole circa)
Forza totale: 15 500 fanti, 2 000 sciabole
Austro-Sardi
Comandante in capo: feldzugmeister barone Jean-Pierre de Beaulieu

Infanterie Regiment Hoch und Deutchmeister N. 4 (3º battaglione)
Infanterie Regiment Terzy N. 16 (2 battaglioni)
Infanterie Regiment Strassoldo N. 27 (2º e 3º battaglione)
Infanterie Regiment Nadasdy N. 39 (1º battaglione)
Infanterie Regiment Belgiojoso N. 44 (3º battaglione)
Infanterie Regiment Thurn N. 43 (1º, 2º e 3º battaglione)
Grenz-Infanterie Regiment Warasdiner (9º battaglione)
Ulhanen Regiment Mészáros N. 10 (6 squadroni)
Reggimento di cavalleria Re (4 squadroni - Regno di Napoli)
Reggimento di cavalleria Regina (4 squadroni - Regno di Napoli)
Reggimento di cavalleria Principe (4 squadroni - Regno di Napoli)
Forza totale: 9 500 uomini, 14 cannoni

## La battaglia

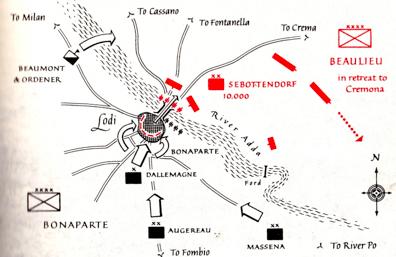
Schema della battaglia

Le avanguardie francesi arrivarono in vista di Lodi nelle prime ore della mattina del 10 maggio, quando ormai l'intero esercito austriaco era in salvo oltre l'Adda protetto da una retroguardia di 10 000 uomini agli ordini del generale Karl Philipp Sebottendorf. Questo aveva piazzato tre battaglioni e sei cannoni in posizioni che dominavano il ponte di Lodi e la strada d'accesso e altre due sezioni di tre pezzi l'una erano appostate in ogni lato della strada.
Appena ritornato da una ricognizione in zona e impossessatosi facilmente di Lodi, Napoleone schierò 24 cannoni sulla riva sud ed inviò a monte e a valle del fiume un contingente di cavalleria al comando di Michel Ordener e Marc-Antoine Beaumont per cercare un guado ed aggirare quindi il nemico. I granatieri francesi partirono all'assalto ma verso la metà del ponte vacillarono, tuttavia l'attacco venne immediatamente ripetuto con la partecipazione diretta di Masséna, Berthier, Dallemagne e Cervoni e stavolta l'assalto arrivò fino all'altra sponda. Un contrattacco di Sebottendorf fece quasi riprendere agli austriaci il ponte, ma gli uomini di Masséna ed Augereau stroncarono l'azione irrompendo nelle linee nemiche, investite anche dal provvidenziale arrivo dei cavalieri di Ordener che nel frattempo avevano trovato un guado.
Sebottendorf si disimpegnò subito e si ritirò verso il grosso delle forze di Beaulieu, lasciandosi dietro 153 morti, 1 700 prigionieri e 16 cannoni. I francesi ebbero in totale 350 perdite.

## Conseguenze

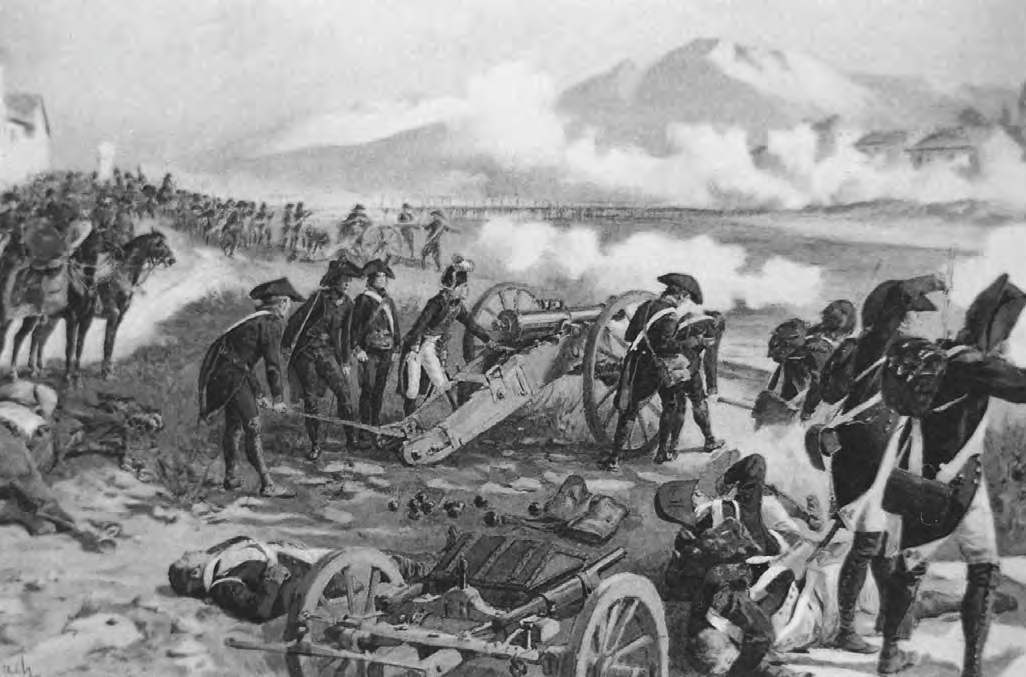
La battaglia di Lodi in un'opera di Myrbach-Rheinfeld

La vittoria che Bonaparte riportò a Lodi non poté dirsi totale, difatti Beaulieu riuscì a ritirarsi con la maggior parte delle sue truppe. Più importanti le conseguenze che registrò l'ambizione di Napoleone, che scrisse in seguito:
A smorzare l'entusiasmo fu un messaggio proveniente dal Direttorio di Parigi in cui si comunicava la decisione di dividere il comando dell'armata d'Italia tra Bonaparte e Kellermann, in modo da assegnare al primo il compito di annientare il Papa e al secondo quello di mantenere il controllo della vallata del Po. Napoleone rispose in maniera decisa:
Per non rischiare di ricevere le dimissioni di Bonaparte, il Direttorio gli assicurò il 21 maggio 1796 piena fiducia, e Kellermann spedì 10 000 uomini di rinforzo. Cinque giorni dopo la battaglia di Lodi, Bonaparte entrò a Milano.

## Eredità culturale
A questa battaglia sono state dedicate molte piazze e vie, in particolare in Francia, come la rue du Pont de Lodi nel VI arrondissement di Parigi.